# Гамбит Крейчика
Гамбит Крейчика — гамбитное продолжение в голландской защите, возникающее после ходов:
1. d2-d4 f7-f5 

2. g2-g4.
Относится к полузакрытым началам.

## История
Предложен австрийским шахматным мастером Йозефом Крейчиком. Основная идея гамбита — ослабить влияние чёрных на центр, однако чёрные развиваются без затруднений. В турнирной практике встречается крайне редко.

## Основные варианты
- 2. …f5:g4 3. e2-e4 d7-d6 4. Cf1-c4 Kg8-f6 5. Kb1-c3 Kb8-c6 (с идеей 6…e7-e5). У чёрных полноценная игра.